# Араужу, Игор
И́гор Арау́жу (порт.-браз. Igor Araújo; род. 6 декабря 1980, Бразилиа) — бразильский боец смешанного стиля, представитель полусредней весовой категории. Выступал на профессиональном уровне в период 2004—2018 годов, известен по участию в турнирах таких бойцовских организаций как UFC, M-1 Global, Shooto, KSW, владел титулом чемпиона Flawless FC. Участник 16 сезона бойцовского реалити-шоу The Ultimate Fighter.

## Биография
Игор Араужу родился 6 декабря 1980 года в городе Бразилиа. В молодости серьёзно занимался футболом, но в возрасте девятнадцати лет увлёкся единоборствами и решил стать бойцом. В течение многих лет практиковал бразильское джиу-джитсу, выиграв в этой дисциплине несколько трофеев и получив чёрный пояс.

### Начало профессиональной карьеры
Дебютировал в смешанных единоборствах на профессиональном уровне в декабре 2004 года, выиграв у своего соперника единогласным решением судей. Начинал карьеру в небольших бразильских промоушенах, таких как Coliseu Tres Rios, Goiania Open Fight, Juiz de Fora — в большинстве случаев выходил из поединков победителем, но иногда случались и поражения.
В апреле 2006 года на турнире Shooto в Голландии победил довольно известного голландского бойца Ханса Стрингера — в первом раунде поймал его в «треугольник» и заставил сдаться. С этого момента к Араужу пришла некоторая известность, он начал получать приглашения из многих бойцовских организаций Европы: выступал в Швейцарии, Словении, Польше, Германии, Люксембурге и других европейских странах.
Принял участие в чемпионате мира по панкратиону в Хабаровске, где выиграл один поединок и один проиграл. Заявив о себе в России, в течение некоторого времени сотрудничал с некоторыми российскими организациями, в частности на турнире M-1 Global в Англии встретился с англичанином Джимом Уоллхедом и потерпел от него поражение техническим нокаутом. Одно из наиболее значимых достижений в этот период — победа за 57 секунд над россиянином Венером Галиевым, который вынужден был сдаться, попавшись на «рычаг локтя».
Сделав серию из восьми побед подряд, в 2010 году на турнире M-1 Challenge в Санкт-Петербурге Игор Араужу встретился с российским проспектом Рашидом Магомедовым и уступил ему единогласным судейским решением. Впоследствии он одержал ещё несколько побед, в том числе успешно дебютировал в США — завоевал титул чемпиона американской организации Flawless FC в полусредней весовой категории.

### The Ultimate Fighter
Имея в послужном списке 23 победы и только шесть поражений, в 2013 году Араужу попал в число участников шестнадцатого сезона популярного бойцовского реалити-шоу The Ultimate Fighter. На предварительном отборочном этапе с помощью треугольника победил Кортеса Коулмана и под седьмым номером был выбран в команду тренера Шейна Карвина. Выиграл и следующий поединок, однако на стадии четвертьфиналов единогласным решением потерпел поражение от Колтона Смита, который в итоге стал победителем всего шоу.

### Ultimate Fighting Championship
Благодаря хорошему выступлению на TUF Игор Араужу привлёк к себе внимание крупнейшей бойцовской организации мира Ultimate Fighting Championship и подписал с ней эксклюзивный контракт на четыре боя. В дебютном поединке в октагоне, состоявшемся в октябре 2013 года, по очкам победил соотечественника Илдемара Алкантару.
В 2014 году продолжил успешно выступать в клетке UFC, решением судей взял верх над Денни Митчеллом, но затем последовала неудача — поражение нокаутом от Джорджа Салливана.
Последний раз Араужу выступал на турнире UFC в июле 2015 года, когда единогласным решением уступил Шону Стрикленду. После двух поражений подряд организация решила не продлевать с ним контракт, и через несколько месяцев стало известно, что он покинул американский промоушен.

### Дальнейшая карьера
Покинув UFC, в мае 2016 года Араужу выступил на турнире Venator FC в Италии, где с помощью «гильотины» был побеждён перспективным итальянским бойцом Марвином Веттори.

## Статистика в профессиональном ММА
| Боёв 35         | Побед 25 | Поражений 9 |
| --------------- | -------- | ----------- |
| Нокаутом        | 1        | 4           |
| Сдачей          | 17       | 1           |
| Решением        | 7        | 4           |
| Не состоявшихся | 1        | 1           |

| Результат    | Рекорд    | Соперник                 | Способ                     | Турнир                                     | Дата             | Раунд | Время | Место                   | Примечание                                             |
| ------------ | --------- | ------------------------ | -------------------------- | ------------------------------------------ | ---------------- | ----- | ----- | ----------------------- | ------------------------------------------------------ |
| Поражение    | 25-10 (1) | Херардо Нуньес           | KO (удары руками)          | AFL 14: Outbreak                           | 17 марта 2018    | 1     | 2:43  | Канары, Испания         |                                                        |
| Поражение    | 25-9 (1)  | Марвин Веттори           | Сдача (гильотина)          | Venator FC 3                               | 21 мая 2016      | 1     | 1:13  | Милан, Италия           |                                                        |
| Поражение    | 25-8 (1)  | Шон Стрикленд            | Единогласное решение       | UFC Fight Night: Mir vs. Duffee            | 15 июля 2015     | 3     | 5:00  | Сан-Диего, США          |                                                        |
| Поражение    | 25-7 (1)  | Джордж Салливан          | KO (удары руками)          | UFC Fight Night: Bigfoot vs. Arlovski      | 13 сентября 2014 | 2     | 2:31  | Бразилиа, Бразилия      |                                                        |
| Победа       | 25-6 (1)  | Денни Митчелл            | Единогласное решение       | UFC Fight Night: Gustafsson vs. Manuwa     | 8 марта 2014     | 3     | 5:00  | Лондон, Англия          |                                                        |
| Победа       | 24-6 (1)  | Илдемар Алкантара        | Единогласное решение       | UFC Fight Night: Maia vs. Shields          | 9 октября 2013   | 3     | 5:00  | Сан-Паулу, Бразилия     |                                                        |
| Победа       | 23-6 (1)  | Ник Хиррон-Уэбб          | Единогласное решение       | Flawless FC 3: California Love             | 18 мая 2013      | 5     | 5:00  | Инглвуд, США            | Выиграл титул чемпиона Flawless FC в полусреднем весе. |
| Победа       | 22-6 (1)  | Уриэль Лутина            | Сдача (треугольник руками) | WUFC: Memorial 7                           | 15 ноября 2011   | 2     | 4:10  | Мартиньи, Швейцария     |                                                        |
| Победа       | 21-6 (1)  | Ивица Трушчек            | Сдача (удушение сзади)     | Lions Fighting Championship                | 15 октября 2011  | 2     | 4:44  | Невшатель, Швейцария    |                                                        |
| Победа       | 20-6 (1)  | Виталий Островский       | Сдача (удушение сзади)     | Real Fight FC                              | 25 марта 2011    | 3     | 4:12  | Минск, Белоруссия       |                                                        |
| Поражение    | 19-6 (1)  | Рашид Магомедов          | Единогласное решение       | M-1 Challenge 21: Guram vs. Garner         | 28 октября 2010  | 3     | 5:00  | Санкт-Петербург, Россия |                                                        |
| Победа       | 19-5 (1)  | Деян Милошевич           | Сдача (рычаг локтя)        | SHC 3: Carmont vs. Zahariev                | 18 сентября 2010 | 1     | 2:50  | Женева, Швейцария       |                                                        |
| Победа       | 18-5 (1)  | Реймонд Ярман            | Единогласное решение       | Yamabushi: Combat Sport Night 6            | 1 мая 2010       | 2     | 5:00  | Женева, Швейцария       |                                                        |
| Победа       | 17-5 (1)  | Вайдас Валанчус          | Сдача (треугольник руками) | SHC 2: Battle for the Belt                 | 10 апреля 2010   | 1     | 0:47  | Женева, Швейцария       |                                                        |
| Победа       | 16-5 (1)  | Вильгельм Отт            | Сдача (треугольник руками) | VFN: Fabulous Las Vegas                    | 24 января 2010   | 1     | 1:42  | Вена, Австрия           |                                                        |
| Победа       | 15-5 (1)  | Карим Маммар             | Сдача (рычаг локтя)        | SHC 1: Angels or Demons                    | 26 сентября 2009 | 1     | 4:50  | Женева, Швейцария       |                                                        |
| Победа       | 14-5 (1)  | Микеле Вергинелли        | Решение большинства        | Xtreme MMA Championship                    | 18 июня 2009     | 3     | 5:00  | Рим, Италия             |                                                        |
| Победа       | 13-5 (1)  | Лопес Овоньебе           | KO (удар коленом)          | Yamabushi: Combat Sport Night 5            | 2 мая 2009       | 1     | 1:29  | Женева, Швейцария       |                                                        |
| Победа       | 12-5 (1)  | Венер Галиев             | Сдача (рычаг локтя)        | Universal Fighter                          | 12 декабря 2008  | 1     | 0:57  | Уфа, Россия             |                                                        |
| Поражение    | 11-5 (1)  | Джим Уоллхед             | TKO (удары руками)         | M-1 Challenge 7: UK                        | 27 сентября 2008 | 1     | 1:19  | Ноттингем, Англия       |                                                        |
| Поражение    | 11-4 (1)  | Владимир Юшко            | Единогласное решение       | FEFoMP: Чемпионат мира по панкратиону 2008 | 24 мая 2008      | 2     | 5:00  | Хабаровск, Россия       |                                                        |
| Победа       | 11-3 (1)  | Ислам Мержаев            | Сдача (рычаг локтя)        | FEFoMP: Чемпионат мира по панкратиону 2008 | 24 мая 2008      | 2     | 1:26  | Хабаровск, Россия       |                                                        |
| Победа       | 10-3 (1)  | Саша Кресс               | Сдача (рычаг локтя)        | FFC: All or Nothing                        | 30 сентября 2007 | 1     | 0:42  | Лейпциг, Германия       |                                                        |
| Победа       | 9-3 (1)   | Апо Гатта Гоме           | Сдача (рычаг локтя)        | Fight Fiesta: Deluxe 2                     | 15 сентября 2007 | 1     | N/A   | Люксембург              |                                                        |
| Победа       | 8-3 (1)   | Бастиан Рейен            | Единогласное решение       | UG 4: 20 Years Anniversary                 | 2 сентября 2007  | 2     | 5:00  | Девентер, Нидерланды    |                                                        |
| Победа       | 7-3 (1)   | Марцин Крыштофяк         | Сдача (треугольник)        | Fight Fiesta de Luxe                       | 2 июня 2007      | 2     | 0:50  | Люксембург              |                                                        |
| Победа       | 6-3 (1)   | Саша Кресс               | Сдача (рычаг локтя)        | FFC: Big Bad Boyz                          | 29 апреля 2007   | 1     | 3:30  | Лейпциг, Германия       |                                                        |
| Победа       | 5-3 (1)   | Томас Стоун              | Сдача (удушение)           | Shooto: Switzerland 5                      | 28 октября 2006  | 1     | N/A   | Цюрих, Швейцария        |                                                        |
| Поражение    | 4-3 (1)   | Кшиштоф Кулак            | Сдача (удушение сзади)     | KSW 6: Konfrontacja                        | 14 октября 2006  | 2     | 3:25  | Варшава, Польша         | Бой в полутяжёлом весе.                                |
| Поражение    | 4-2 (1)   | Жан-Франсуа Леног        | TKO (удары руками)         | WFC: Europe vs. Brazil                     | 20 мая 2006      | 3     | 2:19  | Копер, Словения         |                                                        |
| Не состоялся | 4-1 (1)   | Борис Йонстомп           | Не состоялся               | Championnat D’Europe                       | 6 мая 2006       | 2     | 5:00  | Женева, Швейцария       |                                                        |
| Победа       | 4-1       | Ханс Стрингер            | Сдача (треугольник)        | Shooto Holland: Playing With Fire          | 2 апреля 2006    | 1     | 1:27  | Эде, Нидерланды         |                                                        |
| Победа       | 3-1       | Санта Рита               | Сдача (рычаг колена)       | Juiz de Fora: Fight 2                      | 16 апреля 2005   | 1     | 0:32  | Жуис-ди-Фора, Бразилия  |                                                        |
| Поражение    | 2-1       | Эдгард Касталделли Филью | Единогласное решение       | Goiania Open Fight 1                       | 19 марта 2005    | 3     | 5:00  | Гояния, Бразилия        |                                                        |
| Победа       | 2-0       | Жоан Такесита            | Сдача (рычаг колена)       | Goiania Open Fight 1                       | 19 марта 2005    | 1     | 0:49  | Гояния, Бразилия        |                                                        |
| Победа       | 1-0       | Мурилу Роса Филью        | Единогласное решение       | Coliseu Tres Rios                          | 11 декабря 2004  | 3     | 5:00  | Белу-Оризонти, Бразилия |                                                        |